# Fork in the Road
Albums de Neil Young
Chrome Dreams II
(2007) The Archives Vol. 1 1963-1972
(2009)
Singles
1. Johnny Magic
Sortie : 2 mars 2009
2. Fork in the Road
Sortie : 3 avril 2009

Fork in the Road trente et unième album studio de Neil Young. Il est sorti le 7 avril 2009 sur le label Reprise Records et a été produit par Neil Young et Nick Bolas.

## Historique
Cet album fut enregistré aux studios Legacy de New York et RAK de Londres.
L'album propose dans l'ensemble une sonorité garage rock, avec des guitares saturées et une rythmique assez brute, qui peut rappeler par certains aspects l'album Ragged Glory.
Cet album est inspiré par la voiture de Neil Young, une Lincoln Continental de 1959 qu'il a fait modifier par son ami Jonathan Goodwin pour rouler avec une énergie propre. Le projet s'appelle Lincvolt et la voiture peut maintenant rouler avec un moteur hybride combinant électricité et biogazole.
Cet album se classe à la 19e place du Billboard 200 aux États-Unis et se retrouve à la première place des charts norvégiens. En France il resta classé pendant sept semaines, atteignant la 31e comme meilleure place.

## liste des titres
- Toutes les compositions sont de Neil Young

1. When Worlds Collide - 4:14
2. Fuel Line - 3:11
3. Just Singing A Song - 3:31
4. Johnny Magic - 4:18
5. Cough Up The Bucks - 4:38
6. Get Behind The Wheel - 3:08
7. Off The Road - 3:22
8. Hit The Road - 3:36
9. Light A Candle - 3:01
10. Fork In The Road - 5:47

## Musiciens
- Neil Young - guitares acoustique et électrique, chant
- Ben Keith - lap steel guitar, guitare électrique, Hammond B-3, chant
- Anthony Crawford - guitares acoustique et électrique, piano, Hammond B-3, chant
- Pegi Young - vibes, guitare acoustique, chant
- Rick Rosas - basse
- Chad Cromwell - batterie

## Charts
| Pays                                 | Durée du classement | Meilleur classement | Date          |
| ------------------------------------ | ------------------- | ------------------- | ------------- |
| Allemagne (GfK Entertainment)        | 5 semaines          | 17e                 | 17 avril 2009 |
| Australie (ARIA Charts)              | 1 semaine           | 37e                 | 10 mai 2009   |
| Autriche (Ö3 Austria Top 40)         | 3 semaines          | 45e                 | 17 avril 2009 |
| Belgique (V) (Ultratop)              | 11 semaines         | 13e                 | 18 avril 2009 |
| Belgique (W) (Ultratop)              | 5 semaines          | 48e                 | 18 avril 2009 |
| Canada (Canadian Album Chart)        | 2 semaines          | 15e                 | 25 avril 2009 |
| Danemark (Tracklisten)               | 2 semaines          | 15e                 | 17 avril 2009 |
| Écosse (Scottish Album Chart)        | 4 semaines          | 21e                 | 12 avril 2009 |
| Espagne (Promusicae)                 | 3 semaines          | 38e                 | 19 avril 2009 |
| États-Unis (Billboard 200)           | 6 semaines          | 19e                 | 25 avril 2009 |
| Finlande (Suomen virallinen lista)   | 3 semaines          | 16e                 | 20 avril 2009 |
| France (SNEP)                        | 7 semaines          | 31e                 | 11 avril 2009 |
| Italie (FIMI)                        | 4 semaines          | 36e                 | 9 avril 2009  |
| Norvège (VG-lista)                   | 4 semaines          | 1er                 | 13 avril 2009 |
| Nouvelle-Zélande (RMNZ Albums Top40) | 3 semaines          | 28e                 | 27 avril 2009 |
| Pays-Bas (MegaCharts)                | 6 semaines          | 23e                 | 11 avril 2009 |
| Royaume-Uni (UK Albums Chart)        | 3 semaines          | 22e                 | 12 avril 2009 |
| Suède (Sverigetopplistan)            | 5 semaines          | 11e                 | 17 avril 2009 |
| Suisse (Schweizer Hitparade)         | 3 semaines          | 65e                 | 19 avril 2009 |